# Warfield
Pour les articles homonymes, voir Warfield (homonymie).
Warfield est un village et une paroisse civile du comté anglais de Berkshire et du borough de Bracknell Forest.